# Cantone di Bourg-lès-Valence
Il Cantone di Bourg-lès-Valence era un cantone della Francia dell'arrondissement di Valence.
A seguito della riforma approvata con decreto del 20 febbraio 2014, che ha avuto attuazione dopo le elezioni dipartimentali del 2015, è stato soppresso.

## Composizione
Comprendeva i comuni di:
- Bourg-lès-Valence
- Saint-Marcel-lès-Valence